# 棲息分布
『棲息分布』（せいそくぶんぷ）は、松本清張の長編小説。『週刊現代』に連載され（1966年1月1日号 - 1967年2月16日号）、1977年4月に講談社から刊行された。終戦直後の混乱から高度経済成長の過程で築かれた、財界人を中心とする人物相関図を描く。
1977年にテレビドラマ化されている。

## あらすじ
オリエント運輸産業の井戸原俊敏は、東洋鉄鋼の独裁的会長・菅沼丑一の傘下にあった。しかし菅沼は突然死し、後継者の幸一は井戸原に融資の継続を懇願する。実は東洋鉄鋼は業績不振を粉飾決算でごまかし、穴埋めに井戸原からの借入金を充てていたのだった。井戸原は融資継続の代償として、傘下の建設会社を手中に収める。続いて井戸原は、愛人を利用して政務次官の志波卓生に接近、さらなる資金の拡張に乗り出す。
井戸原の側近である常務の根本安雄は、井戸原が何故次から次へと資金を繰り出せるのか、その理由を知っていた。戦時中から続く「根本機関」の人脈を駆使し、井戸原一族の下半身の乱脈を嗅ぎ付ける中で、根本はひそかに井戸原打倒の策を練り始める。

## 主な登場人物
井戸原俊敏
オリエント運輸産業社長。元軍需省雇員。終戦後、豊富な資金力で成り上がっていった。
根本安雄
オリエント運輸産業常務。元陸軍憲兵大尉。井戸原の過去を知っている。62歳。
志波卓生
通産省政務次官。将来の有力閣僚候補。
井戸原初子
井戸原俊敏の妻。公卿の血をひいている。
倉田幸子
銀座で洋装店を経営。初子とは以前からの知り合い。
福島千鶴子
高級婦人服店「ハレルヤ」の経営者。志波卓生の愛人。
菅沼幸一
東洋鉄鋼社長。ワンマン経営者・菅沼丑一の後を継ぐ。
森田孝夫
スポーツ紙「スポーツ東京」記者。
山根光広
プロ野球「コンドルズ」のピッチャー。
白妙雪子
落ち目の映画女優。本名は竹村美奈子。
瑞穂高子
売り出し中の女優。本名は下津井キヌ子。
井戸原章治
井戸原初子の甥。
佐々木良三郎
井戸原章治の従弟。
佐々木妙子
良三郎の妻。派手な顔立ちで饒舌。
田所哲夫
福生証券の社員。佐々木妙子の情人。
木山重男
業界雑誌「財界潮流」を運営。

## エピソード
本作のストーリーは「作者の空想の所産」であるが、著者は登場人物に関して「現実の断片が抽象に消化され得ないで残っているのがある」として、念頭に置いた実在人物がいることを暗示している。その例に関して著者は、「裸女の群にかしずかれながら温泉の浴室に横臥する極楽境の財界大物」、「農夫の倅から身を起して出世した財界の梟雄が、秀吉と同じくその正室に貴族の女を求め得た如き、また彼とその一族の三家庭の如き」と表現している。

## テレビドラマ
「松本清張シリーズ・棲息分布」。1977年10月15日、NHKの「土曜ドラマ」枠（20:00-21:10）にて放映。原作の松本清張が出演した。視聴率18.0％（ビデオリサーチ調べ、関東地区）。第15回ギャラクシー賞月間賞受賞作品。
キャスト
- 井戸原俊敏：滝沢修
- 井戸原初子：津島恵子
- 根本安雄：佐藤慶
- 千鶴子：横山道代
- 美奈子：中山麻里
- 志波代議士：渡辺文雄
- 倉田：平井道子
- 堀川：小松方正
- 森田：頭師孝雄
- 根本の母：菅井きん
- 経済評論家：松本清張

スタッフ
- 脚本：石堂淑朗
- 演出：和田勉
- 音楽：加古隆
- 制作：NHK

| NHK 土曜ドラマ                                | NHK 土曜ドラマ                           | NHK 土曜ドラマ                               |
| 前番組                                        | 番組名                                   | 次番組                                       |
| --------------------------------------------- | ---------------------------------------- | -------------------------------------------- |
| もしも・あの時 （原作：広瀬正） （1977.10.8） | 松本清張シリーズ 棲息分布 （1977.10.15） | 松本清張シリーズ 最後の自画像 （1977.10.22） |